# آنکاترین تیله
آنکاترین تیله (آلمانی: Annekatrin Thiele؛ زادهٔ ۱۸ اکتبر ۱۹۸۴) قایقران روئینگ اهل آلمان است.
وی در مسابقات کشوری و بین‌المللی در مجموع برندهٔ ۳ مدال طلا، ۳ مدال نقره شده‌است.